# Franz Unger

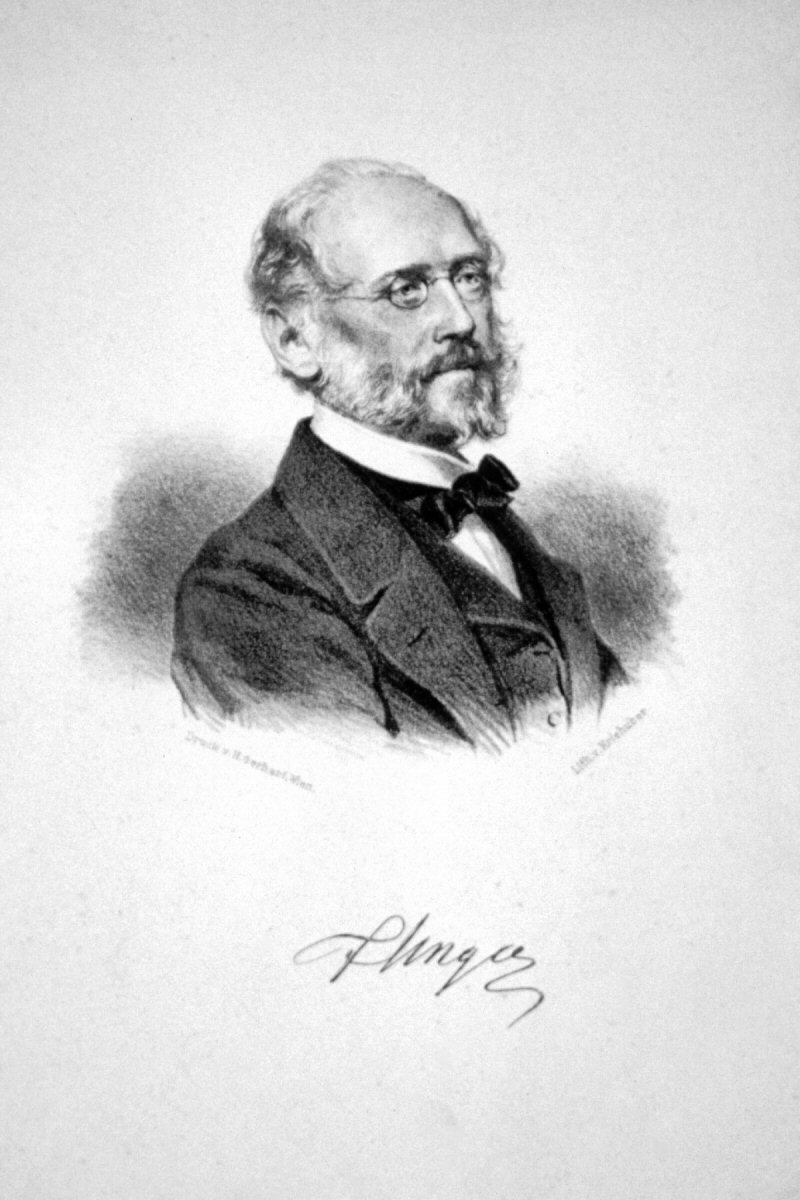
Franz Unger

Nota: Se procura o político brasileiro, consulte Roberto Mangabeira Unger.
Franz Joseph Andreas Nicolaus Unger (Steiermark, Áustria, 30 de novembro de 1800 – Graz, 13 de fevereiro de 1870) foi um botânico austríaco, especialista em fisiologia vegetal.